# آتش‌سوزی ۲۰۲۱ اردوگاه پناهندگان روهینگیا
آتش‌سوزی ۲۰۲۱ اردوگاه پناهندگان روهینگیا (انگلیسی: March 2021 Rohingya refugee-camp fire) شب ۲۲ مارس در اردوگاه پناهندگی بلوخالی، در بازار کاکس بنگلادش رخ داد. در اثراین آتش‌سوزی بخش عمده‌ای از اردوگاه تخریب شد و بیش از ۱۲ نفر کشته و نزدیک به هزار نفر زخمی یا مفقود شدند. تصور می‌شد که این واقعه به‌دنبال منفجر شدن سیلندرهای بنزین که برای پخت‌وپز استفاده می‌شود صورت گرفته‌است، مقابله با آتش توسط ۱۰۰ نفر از مامورین آتش‌نشانی انجام شد که تا حدود نیمه شب ادامه داشت.
آتش‌سوزی حدود ۵۰۰۰۰ مردم روهینگیا قربانی نسل‌کشی روهینگیا در میانمار را آواره و بسیاری از ساختمان‌ها از جمله مدارس و مراکز ذخیره مواد غذایی را ویران کرد. اولین امداد رسانان به این بحران خود پناهندگان این اردوگاه بودند. روز بعد، آژانس‌های امدادی به نیروهای نجات پیوستند و به آنها وعده غذا، پول و تجهیزات دادند. برخی از ناظران گزارش دادند که سیم‌های خاردار در اطراف اردوگاه، مانع کمک تیم‌های امدادرسانی و نجات به آسیب دیدگان شده‌است، و این نشان می‌دهد که این وضعیت سرعت فرار نفرات را کند کرده و احتمالاً به تلفات منجر شده است.